# Bon Accord FC
Bon Accord FC was een Schotse voetbalclub uit Aberdeen die het record draagt van de meeste tegengoals te krijgen in de Britse voetbalgeschiedenis.
Op 12 september 1885 speelde de club tegen Arbroath FC in de eerste ronde van de Scottish Cup en verloor met 36-0. John Petrie maakte dertien goals. Arbroath was een volwaardige voetbalclub terwijl Bon Accord eigenlijk een cricket-team was. Feitelijk was het Orion FC dat uitgenodigd was voor de competitie maar de club werd verwisseld met de Orion Cricket Club. De naam Bon Accord werd gebruikt als herdenking aan het wachtwoord dat gebruikt werd in de Schotse onafhankelijkheidsoorlog. In die tijd moest een team geen ervaring hebben om deel te nemen aan de Schotse beker, iets wat vandaag de dag wel anders is waardoor het erg onwaarschijnlijk lijkt dat het record ooit verbroken zal worden. 
Er zouden nog vijf tot zeven goals afgekeurd zijn door scheidsrechter Dave Stormont voor buitenspel of als er niet zeker was dat de bal over de streep was gegaan omdat er nog geen netten waren. 
James Milne, de keeper van Arbroath bracht het grootste deel van de wedstrijd door onder de paraplu van een toeschouwer die hij geleend had, hij raakte de bal niet aan tijdens de hele wedstrijd. 
Op dezelfde dag speelde ook Aberdeen Rovers een bekerwedstrijd, tegen Dundee Harp FC en verloor die met 0-35.
Op 3 september 1887 werd Arbroath opnieuw uitgeloot tegen Orion, alleen was het dit keer wel het voetbalteam dat ook een draai om de oren kreeg met 20-0. 
De naam Bon Accord werd nog voor een ander team uit Aberdeen gebruikt dat in 1890 werd opgericht en in 1891/92 en 1903/04 deelnam aan de Schotse beker.